# Sarcophrynium villosum
Sarcophrynium villosum är en strimbladsväxtart som först beskrevs av George Bentham, och fick sitt nu gällande namn av Karl Moritz Schumann. Sarcophrynium villosum ingår i släktet Sarcophrynium och familjen strimbladsväxter. IUCN kategoriserar arten globalt som starkt hotad.
Artens utbredningsområde är Gabon. Inga underarter finns listade.